# 5 Seconds of Summer
5 Seconds of Summer (lit. ‘5 Segons d'Estiu’, abreujat 5SOS) és una banda originària de Sydney, Austràlia, de gèneres pop i pop rock. Està integrada per Luke Hemmings (veu i guitarra), Calum Hood (veu i baix), Ashton Irwin (bateria i veu) i Michael Clifford (guitarra i veu).
Van començar a tenir atenció l'any 2012 després de publicar una sèrie de covers de cançons populars a YouTube, després van aconseguir certa popularitat quan One Direction els va convidar a la seva gira Take Me Home Tour.
5 Seconds of Summer va treure el seu primer senzill disc "Out of My Limit", exclusivament a Austràlia i Nova Zelanda al novembre de 2012. Al febrer del 2014, van treure l'EP "She Looks So Perfect" com el seu primer disc mundial. El seu primer àlbum, 5 Seconds of Summer va ser publicat a finals de juny del 2014.

## Història
Tot va començar a principis de l'any 2011 quan tres membres actuals del grup que ja es coneixien de l'escola, Luke Hemmings, Calum Hood i Michael Clifford, van començar a interpretar cançons ja conegudes com a I Miss You de Blink-182 i Next To You de Justin Bieber i Chris Brown. Més tard, el desembre del 2011, es va unir al grup l'actual bateria Ashton Irwin.
Gràcies a les seves versions de cançons conegudes van anar guanyant seguidors a través de Facebook i Twitter, el que va cridar l'atenció de la discogràfica Sony BMG Music Entertainment amb qui van firmar un contracte i posteriorment van fer la seva primera cançó Gotta get out.
A finals de l'any 2012 els seus vídeos de Youtube van atreure l'atenció de dos dels integrants de la famosa "boy band" One Direction, Louis Tomlinson i Niall Horan, que van mostrar als seus seguidors de la xarxa social de Twitter els vídeos de Gotta get out i Out of my limit. Gràcies a aquest descobriment els mànagers del grup van contractar a 5SOS per actuar com a teloners al llarg de la seva segona gira per promocionar el seu segon disc Take me home. El 7 de desembre van presentar el seu EP Somewhere New a iTunes.
Luke Hemmings va començar a pujar covers al seu compte de YouTube, anomenada hemmo1996, el 3 de febrer de 2011. Més tard, al costat de companys de col·legi, Michael Cifford i Calum Hood, va formar la banda 5 Seconds of Summer a l'abril de 2011. Posteriorment, van trobar a l'actual bateria Ashton Irwin, que es va unir a la banda el 3 de desembre de 2011.
Van cridar l'atenció del segell discogràfic Sony / ATV amb qui van signar un contracte i van llançar la seva primera cançó «Gotta Get Out» Van atreure l'atenció de Louis Tomlinson i Niall Horan, integrants de One Direction, que a més van rellevar als seus seguidors els vídeos de « Gotta Get Out» i «Out of My Limit» via Twitter. Al febrer de 2013, van anunciar que serien teloners de One Direction en la seva gira Take Me Home Tour en el Regne Unit, Estats Units, Austràlia i Nova Zelanda.
El 21 de novembre de 2013, la banda va anunciar que havien signat amb la discogràfica Capitol Records, amb la qual han tret el seu primer àlbum el 27 de juny de 2014.
El 5 de febrer de 2014, 5 Seconds of Summer va llançar a la prevenda el seu primer senzill mundial She Looks So Perfect. En menys de dos dies, va aconseguir la primera posició en 39 països. Juntament amb aquest senzill va ser anunciat el seu EP, del mateix nom, el qual va incloure altres cançons com Heartache On The Big Secreen, The Only Reason i What I Like About You. El 21 març 2014 van anunciar costat de Niall Horan, membre de One Direction durant un Hangout, que serien els teloners de One Direction en la seva gira Where We Are Tour per Europa i Amèrica del Nord. Anteriorment, van anunciar que farien una mini gira per Europa anomenada "5 Countries 5 Days" a través del seu canal oficial de YouTube, en què visitarien 5 països diferents d'Europa en 5 dies on va ser la primera vegada que hi feien concerts.

## Discografia
| Data             | Títol                | Format           |
| ---------------- | -------------------- | ---------------- |
| 26 Juny 2012     | Unplugged            | extended play    |
| 7 Desembre 2012  | Somewhere New        | EP               |
| 23 Març 2014     | She Looks So Perfect | EP               |
| 15 Juny 2014     | Don't Stop           | EP               |
| 27 Juny 2014     | 5 Seconds Of Summer  | Àlbum            |
| 5 Setembre 2014  | Amnesia              | EP               |
| 14 Novembre 2014 | Good Girls           | EP               |
| 15 Desembre 2014 | LiveSOS              | Àlbum en directe |
| 2018             | Youngblood           | Àlbum            |
| 2020             | Calm                 | Àlbum            |
| 2022             | 5SOS5                | Àlbum            |

### Senzills
| Data | Títol                                          | Àlbum               |
| ---- | ---------------------------------------------- | ------------------- |
| 2012 | Out of My Limit                                | Somewhere New       |
| 2014 | She Looks So Perfect                           | 5 Seconds Of Summer |
| 2014 | Don't Stop                                     | 5 Seconds Of Summer |
| 2014 | Amnesia                                        | 5 Seconds Of Summer |
| 2014 | Good Girls                                     | 5 Seconds Of Summer |
| 2014 | What I Like About You (Cover de The Romantics) | LiveSOS             |

## Membres
Michael Clifford (1995) - Guitarra i Veu
Luke Hemmings (1996) - Veu principal i Guitarra
Calum Hood (1996) - Baix i Veu
Ashton Irwin (1994) - Bateria i Veu

## Gires

### Teloners
- Hot Chelle Rae – Whatever World Tour (Octubre 2012)
- One Direction – Take Me Home Tour (2013)
- One Direction – Where We Are Tour (2014)
- One Direction - On The Road Again Tour (2015)

### Actuació Principal
- Mini Australian Tour (2012)
- Twenty Twelve Tour (Juny 2012)
- First New Zealand Show (3 Novembre 2012)
- Pants Down Tour (2013) (Austràlia)
- UK Tour (Febrer i Març 2014)
- 5 Countries 5 Days European Tour (Març i Abril 2014) (Suècia, Alemanya, França, Itàlia i Espanya)
- Stars, Stripes and Maple Syrup Tour (Abril 2014) (Nord Amèrica)
- There's No Place Like Home Tour (Maig 2014) (Austràlia)
- Rock Out with Your Socks Out Tour (Maig - Setembre 2015)
- 2016: Sounds Live Feels Live Tour
- 2017: 5 Seconds Of Summer World Tour
- 2018: 5SOS III Tour
- 2018: Meet You There Tour
- 2022: No Shame Tour

## Contacte
- Facebook
- Twitter
- Pàgina web oficial
- Tumbrl
- Canal de Youtube